# 2017 في سويسرا
فيما يلي قوائم الأحداث التي وقعت خلال عام 2017 في سويسرا.

## أحداث
- 23 فبراير – محادثات السلام في جنيف بشأن سوريا

## سياسة

### تعيين في المنصب
- 1 يناير – دوريس ليوتار رئيس الاتحاد السويسري.
- 1 يوليو – تيدروس أدهانوم غيبريسوس منظمة الصحة العالمية.

### انتهاء فترة المنصب
- 1 نوفمبر – ديديي بوركالتر عضو المجلس الفيدرالي السويسري.
- 31 ديسمبر – دوريس ليوتار رئيس الاتحاد السويسري.

## رياضة
- 7 مايو – غران بريمو دي لوغانو 2017 الفائزون ماركو فرايبسي، Iuri Filosi [الإنجليزية]‏، Davide Orrico [الإنجليزية]‏.
- 8 يونيو – غروسر برايس ديس كانتونس أرجو 2017 الفائزون ساشا مودولو، نيكولو بونيفازيو، جون ديجينكولب.

## أفلام
من الأفلام التي صدرت هذه السنة في سويسرا:
- 13 فبراير – حيوانات من إخراج .

## وفيات

### مايو
- 9 مايو – روبرت مايلز (مواليد 1969)

### يوليو
- 6 يوليو – هاينز شنايتر (مواليد 1935) لاعب كرة قدم سويسري.

### أكتوبر
- 1 أكتوبر – فيليب رحمة (مواليد 1965) كاتب سويسري.
- 2 أكتوبر – كلاوس هوبر (مواليد 1924) ملحن سويسري.